# Batalha de Gross-Jägersdorf

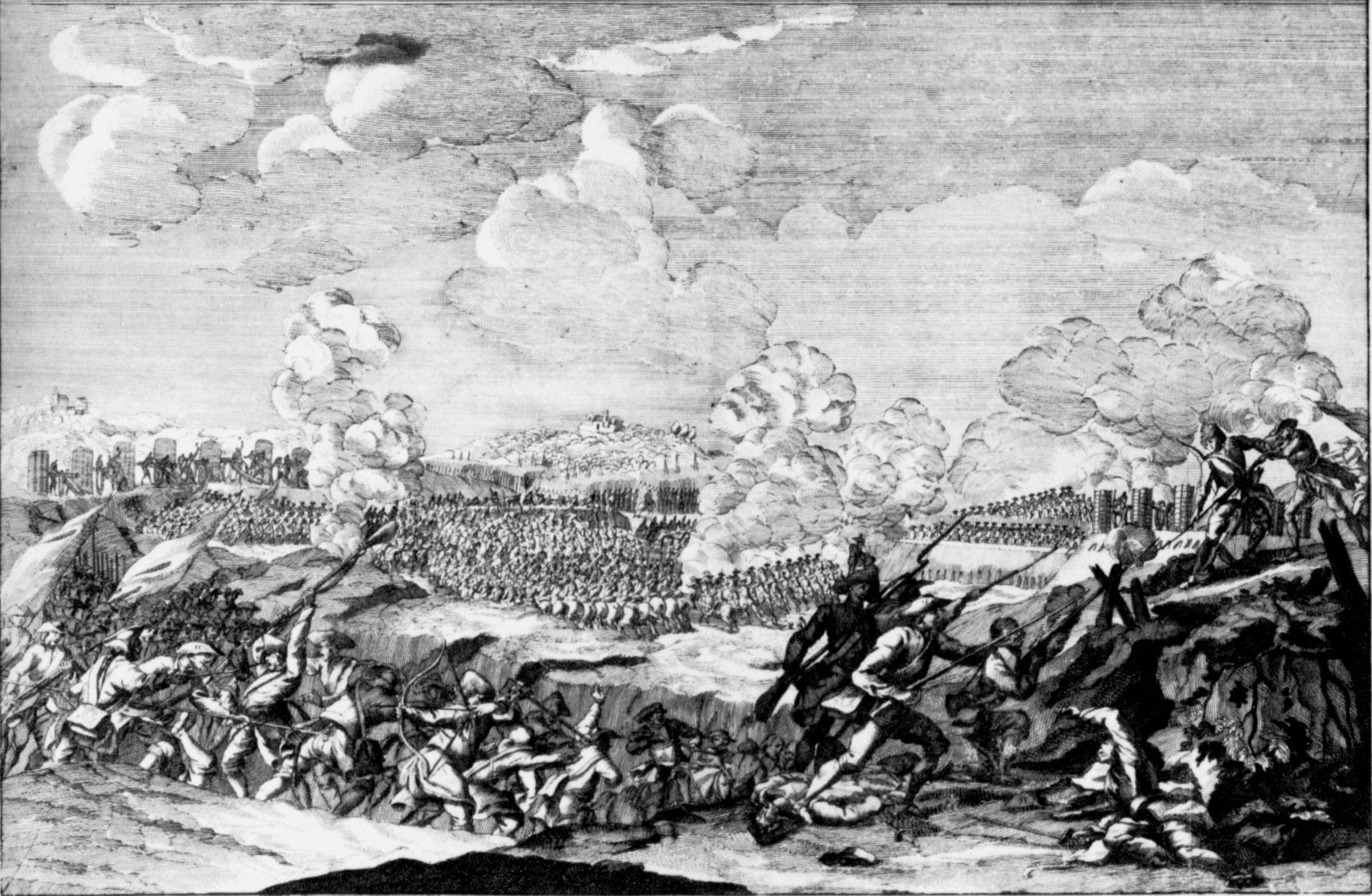
Batalha de Gross-Jägersdorf

A Batalha de Gross-Jägersdorf (30 de agosto de 1757) foi uma vitória da força russa sob o comando do marechal de campo Stepan Fyodorovich Apraksin sobre uma força prussiana menor comandada pelo marechal de campo Hans von Lehwaldt, durante a Guerra dos Sete Anos. Esta foi a primeira batalha em que a Rússia se envolveu durante a Guerra dos Sete Anos.
Apesar do sucesso tático, os problemas de abastecimento tornaram impraticável um avanço bem-sucedido na Prússia Oriental. Apraksin decidiu não tomar Königsberg e ordenou a retirada logo após a batalha. Suspeitando de conluio entre Apraksin e o chanceler Alexey Bestuzhev-Ryumin, que se opôs à invasão, Isabel da Rússia removeu Apraksin do comando, ordenou que Bestuzhev-Ryumin enfrentasse julgamento por traição e nomeou Guilherme Fermor como chefe do exército. Femor liderou o exército de volta à Prússia Oriental no ano seguinte.